# Donggang-myeon, Naju
Donggang-myeon (koreanska: 동강면) är en socken i stadskommunen Naju i provinsen Södra Jeolla i den sydvästra delen av Sydkorea, 300 km söder om huvudstaden Seoul.